# 室女座EP
室女座EP，又名BD+06 2660，HD 111133、SAO 119585、HR 4854，是室女座的一颗恒星，视星等为6.34，位于銀經299.9，銀緯68.8，其B1900.0坐标为赤經12h 41m 57.5s，赤緯+6° 68.8′ 54″。